# Rio Ghidionul
O Rio Ghidionul é um rio da Romênia, afluente do Căpăţâna, localizado no distrito de Bacău.